# Phylloicus monticolus
Phylloicus monticolus är en nattsländeart som beskrevs av Oliver S. Flint Jr. 1968. Phylloicus monticolus ingår i släktet Phylloicus och familjen Calamoceratidae. Inga underarter finns listade i Catalogue of Life.